# Спрут 7: Расследование убийства комиссара Каттани
«Спрут 7: Расследование убийства комиссара Каттани» (итал. La piovra 7 - Indagine sulla morte del commissario Cattani) — седьмой итальянский мини-сериал о борьбе с мафией телеэпопеи «Спрут».
В конце сериала имеется титр о посвящении сериала актёру Витторио Меццоджорно, исполнившему роль Давиде Ликаты в «Спруте 5» (1990) и «Спруте 6» (1992) и скончавшемуся от рака в 1994 году.

## Критика
Как и предыдущие мини-сериалы, «Спрут 7» был подвержен суровой критике со стороны тех, кто считал, что сериал портит имидж Италии и итальянцев. В частности, против «Спрута 7» выступили видные представители сицилийского епископата. В своем обращении они, среди прочего, заявили: «Мы больше не можем этого терпеть, это постоянный позор и унижение для нашего острова, исходящие от этого телешоу. Они эксплуатируют наш остров. Они не ценят красоту нашей земли и своими клише внушают неверные представления о ней тем, кто мало или совсем ничего не знает о Сицилии. И кроме того лишь усиливают недоверие к государственным институтам».

## Сюжет
После последних успехов в борьбе с мафией судья Сильвия Конти уже собралась уйти со службы, но однажды ей звонит из Сицилии заместитель комиссара Джанни Бреда, который сообщает, что в больнице города Трапани находится заключённый Розарио Гранкио, который очень опасается за свою жизнь и желает срочно передать Сильвии Конти важные сведения. Конти срочно вылетает на Сицилию, но не успевает, Розарио Гранкио оказывается убит в больнице мафиозо Наццарено Марчиано, известным как «дон Нуццо», до ее приезда. Дон Нуццо — один из самых влиятельных людей города, главный помощник местного главы мафии — дона Луиджи Арагонезе. Он также помогает в грязных делах связанной с мафией предпринимательнице Ольге Камастре, влюбленной некогда в комиссара Коррадо Каттани и владеющей сейчас большой частью недвижимости и предприятий города.
Судью Конти очень заинтересовало это убийство, она просит перевести её на Сицилию. Она вспоминает, что именно здесь, в Трапани, начинал свой путь в борьбе с мафией комиссар Каттани, и здесь, видимо, сходятся важные мафиозные нити со всей Сицилии. Приехав, она сразу сталкивается с противодействием коррумпированного главного прокурора города, Микеле Орионе, противодействием мэра города и противодействием популярного ведущего местной телевизионной станции Diana TV, Лючио Панареи. Все они связаны с Ольгой Камастрой и мафией, плотно опутавшей город. Поначалу только заместитель комиссара Джанни Бреда предлагает Конти свою помощь. Вскоре Конти также берет в союзники совершившего небольшое правонарушение компьютерного эксперта Стефано Муру, обещая прощение за помощь в расследовании. Неожиданная помощь приходит также от пасынка Ольги Камастры, Даниэле Раннизи. Молодой человек, испытывающий презрение к делам своей мачехи, открыл собственную пиратскую радиостанцию, на волнах которой открыто говорит о грязных делах мафии и обличает связанных с мафией людей.
Расследуя смерть Розарио Гранкио, Конти знакомится с его бедствующей вдовой и дочерью Сарой. Попытка получить от них какую-нибудь ценную информацию успеха не приносит. На самом же деле Сара знает, что за убийством ее отца стоит Нуццо Марчиано и готовится отомстить ему. Это желание ещё более усиливается, когда от рук дона Нуццо погибает друг Сары. Нуццо, однако, много лет помогавший материально жене Розарио, чувствует некую ответственность за семью Гранкио и берет Сару себе в дом. Сара же, желая больнее отомстить Нуццо, решает сначала убить не его самого, а его давнюю любовницу, заставив Нуццо страдать. При покушении происходит несчастье: помимо любовницы Нуццо под пули Сары случайно попадает его маленький сын и погибает. Нуццо безутешен, весь город возмущен убийством ребенка. Сара, осознав, что натворила, ставит крест на своём будущем и присоединяется к банде своего брата, как и Нуццо, занимающегося рэкетом и желающего вскоре прибрать к рукам весь город, отобрав контроль над ним у Нуццо Марчиано.
В это время в России, в Санкт-Петербурге, итальянский эмигрант Саверио Бронта получает информацию о схеме отмывания денег, которую использует итальянская мафия. Колоссальные суммы наличных денег прибывают по морю в Петербург из порта Трапани, кладутся в связанный с преступниками российский банк и оттуда уже «чистыми» возвращаются в Европу на счета тайного общества «Академия Туле», возглавляемого профессором Оттавио Рамонте и включающего в себя глав мафиозных кланов, многих коррумпированных политиков, чиновников и бизнесменов, связанных с мафией. Бронта, бывший мафиози, вынужденный много лет назад покинуть родину из-за преследования мафией, все эти годы мучился от ночных кошмаров и задумывал план мести своим бывшим покровителям, предавшим его, главным из которых был Рамонте. Получив в России важные сведения, он возвращается на Сицилию, где входит в контакт со своим давним другом Нуццо Марчиано. При вести о возвращении Бронты в Трапани главарь мафии, дон Арагонезе, приказывает Нуццо убить его, как убил недавно Гранкио, однако Нуццо входит в сговор со своим приятелем Бронтой, желая сместить Арагонезе и самому встать во главе мафии Трапани.
Арагонезе, уже долгое время прикованный к постели почечной недостаточностью и необходимостью диализа, проигрывает борьбу Нуццо и вынужден покончить жизнь самоубийством. Нуццо, получив от Бронты сведения о местонахождении денег мафии, перехватывает контейнер с деньгами, направляющийся в порт Трапани, и таким образом завладевает всем огромным состоянием мафии. Теперь Бронта и Нуццо диктуют мафии в лице возглавляемой профессором Рамонте организации свои условия. Бронта просит и получает от организации большие полномочия, якобы для наращивания мощи «Академии Туле», но сам намеревается подорвать эту организацию изнутри, отомстив таким образом Рамонте.
На след Саверио Бронты выходит Сильвия Конти. Вместе с комиссаром Бредой и Стефано Муру она выясняет, что Бронта, Нуццо и Гранкио входили в состав группы киллеров, расстрелявших комиссара Каттани. Они были наняты для этой работы мафией по приказу профессора Рамонте через Ольгу Камастру. Но мафия не испытывала к ним благодарности, их посчитали лишними свидетелями громкого преступления, троих киллеров убили, Бронта и Гранкио вынуждены были бежать из страны, чтобы спасти свои жизни, и лишь Нуццо, занявший к тому времени в мафии видное положение, избежал преследования.
В это время набирает обороты бунт, устроенный против мафии Даниэле Раннизи. К Даниэле присоединяется уставший от рэкета и насилия мелкий ювелир Марио Альтофонте. По настоянию своей жены, Джулии, в классе которой учился убитый сын Марчиано, Марио Альтофонте решает возвысить свой голос против мафии и рэкета и выступить на радио Раннизи. К несчастью, их выступление заканчивается трагически: прямо во время эфира фургон, из которого велась трансляция, настигает банда Гранкио. Под обстрелом фургон переворачивается, Марио Альтофонте погибает, а Даниэле Раннизи получает травмы. Джанни Бреда, успевший к развязке нападения и открывший ответный огонь, в какой-то момент оказывается без патронов прямо под дулом пистолета Сары Гранкио, но она решает пощадить его и скрывается с места нападения. Весь город возмущен происшествием. Даниэле Раннизи оказывается перед нелегким выбором: он должен либо отступить, либо обличить своего собственного отца, Альдо Раннизи, разорившегося аристократа, женившегося несколько лет назад на Ольге Камастре. Альдо Раннизи — хороший и уважаемый в городе человек, но брак, позволивший ему избежать банкротства в обмен на его влияние, которое получила Камастра, заставил его пойти на сделку с совестью. Камастра теперь проворачивала свои грязные сделки, прикрываясь именем и авторитетом Альдо Раннизи, от имени его компании. Даниэле выбирает путь разоблачения своего отца. От надвигающегося позора у Альдо Раннизи случается сердечный приступ, но по дороге в больницу он всё же прощает и благодарит своего сына, сказав, что тот снял с него огромный груз, тяготивший его последние годы. Синьор Раннизи действительно любил Ольгу Камастру, однако Камастра получает приказ убить мужа во избежание того, что он может многое рассказать о делах мафии и «Академии Туле». Со слезами на глазах Ольга даёт указание главврачу больницы отравить Альдо. Даниэле вначале винит себя в смерти отца, но потом осознает, что поступил правильно, и берётся за дела компании своего отца, вскрывая всю тайную бухгалтерию Камастры. Мафия совершает покушение на Даниэле Раннизи, но ему удаётся спастись.
В этот момент неожиданная помощь Раннизи в его борьбе против Камастры приходит от Бронты. Бронта считает, что Камастра, пытающаяся вернуть доверенные ей мафией деньги, становится опасной и может помешать его планам. Он производит утечку компрометирующих сведений, на основании которой графиню арестовывают. Прокурор Орионе пытается защитить Ольгу Камастру и отстраняет Конти от расследования на основании того, что обе женщины были некогда в любовной связи с комиссаром Каттани и могут считаться соперницами. Но, нарушив приказ, Конти всё равно продолжает расследование, она устраивает Камастре неожиданный ночной допрос и вырывает у неё признание в организации убийства Каттани.
Также отчаявшаяся Ольга называет Сильвии имя человека, который, будучи судьёй в конце 80-х, избавил Камастру от тюрьмы: Орионе.
Продажный инспектор Ливотти, подслушавший за дверью разговор Конти и Камастры, докладывает о нём своим хозяевам, и вскоре несчастную графиню находят мёртвой в камере.
Нуццо решает, наконец, расправиться с бандой Гранкио. Он заманивает банду в ловушку и убивает почти всех её членов. Сару, в наказание за убийство своего сына и любовницы, Нуццо сначала насилует и затем приказывает убить, но ей удается спастись, её арестовывает полиция. Сильвия Конти помогает ей очнуться от кошмара, в котором та пребывала последнее время. Сара готова свидетельствовать на суде против Нуццо, но мафия через коррумпированного полицейского запугивает её и принуждает оговорить Сильвию Конти, обвинив её в превышении должностных полномочий. Сара, не желая оговаривать Конти, но чувствуя безвыходность своего положения, выбрасывается из окна.
Сильвия Конти всё ближе подбирается к Нуццо и делам мафии. Она получает признание прокурора Микеле Орионе, незаконно освободившего некогда Ольгу Камастру от ответственности под давлением мафии. Нуццо решает похитить и убить Конти. Во время похищения погибают прокурор Орионе и Стефано Мура. Конти захватывают и привозят в особняк, где разместились Бронта и Марчиано. Марчиано намерен убить Конти, но Бронта останавливает его, говоря, что судья полезнее будет живой.
На похоронах Орионе и Муры планирует собраться много людей и ожидаются антимафиозные выступления. Марчиано, взбешенный противодействием властей и общества, решает раз и навсегда показать, кто в городе хозяин. Он решает взорвать бомбу прямо в церкви во время похорон и посылает для этого своего подручного. К счастью, действия подручного Нуццо не остаются незамеченными, комиссар Бреда заставляет его обезвредить бомбу, и жертв удаётся избежать.
Бронта, узнав о бомбе, приходит в ужас. Он осознаёт, что его игра зашла слишком далеко. Он терзается сомнениями, но всё же ничего не предпринимает, позволяя бомбе взорваться. Когда же он понимает, что бомба обезврежена, он решает прекратить игру. Пока Марчиано в отлучке, он освобождает Сильвию Конти и решает сдаться властям.
После предотвращённого теракта полиция открывает охоту на Марчиано, настигает и убивает его. Во время перестрелки грузовик с деньгами мафии переворачивается, и деньги сгорают при пожаре.
Сильвия Конти начинает судебный процесс против профессора Рамонте по делу об убийстве Каттани. Рамонте приговаривают к тюремному заключению.
Перед тем, как сесть в тюрьму, Рамонте передаёт свой огромный архив компрометирующих материалов на хранение Тано Каридди, вернувшемуся в Италию и поселившемуся в полуразрушенном замке у вершины вулкана Этна.

## В ролях
- Патрисия Милларде — судья Сильвия Конти
- Рауль Бова — заместитель комиссара Джанни Бреда
- Эннио Фантастикини — Саверио Бронта
- Лоренца Индовина — Кьяра Бронта, жена Саверио
- Флоринда Болкан — графиня Ольга Камастра
- Ренато де Кармине — Ренато Раннизи, муж Ольги
- Гедеон Буркхард — Даниэле Раннизи
- Альфредо Пиа — Марио Альтофонте, ювелир
- Анита Загария — Джулия Альтофонте, учительница
- Ромина Монделло — Сара Гранкио, дочь Розарио
- Франческо Бениньо — Бьяджо Гранкио, сын Розарио
- Стефан Данаилов — Дон Наццарено «Нуццо» Марчиано
- Витторио Ди Прима — инспектор Ливоти
- Серхио Фиорентини — Микеле Орионе, главный прокурор
- Джанкарло Прет — Лучио Панарея, журналист
- Армандо Траверсо — Стефано Мура, компьютерный эксперт
- Рольф Хоппе — профессор Оттавио Рамонте
- Эннио Кольтори — Розарио Гранкио
- Люсия Сардо — жена Розарио Гранкио
- Наташа Ховей — Тициана Бреда
- Франческо Прандо — телохранитель дона Нуццо
- Гаэтано Амато — Тури, приспешник дона Нуццо
- Паоло Боначелли — Эдуардо Коринто
- Нелли Топалова — любовница Саверио Бронты
- Нино Фусканьи — Серафино Фусканьи
- Иван Янчев — Дон Луиджи Арагонезе
- Маурицио Айелло — Антонио Рагуза, парень Сары Гранкио
- Анна Мария Петрова — Марселла Родио, любовница Нуццо
- Ириней Константинов — профессор Монтеверде
- Роберто Герлицка — Нинни Парадизо
- Патрицио Риспо — Джузеппе Родио, друг Нуццо
- Роберто Нобиле — начальник полиции